# إحداثيات التزامنية
في النسبية العامة يكون نظام المرجع المتزامن عبارة عن نظام إحداثي حيث يتطور فيه المقياس المتري إلى الصيغة التالية
{\displaystyle ds^{2}=-dt^{2}+h_{ab}dx^{a}dx^{b}},
ويرمز الأس اللاتيني a و b إلى الاتجاهات الحيزية، بينما يرمز amp;lt;math>h_{ab}</math> إلى المقياس المتري الحيزي. ويمكن إدخال أي مقياس متري في هذه الصيغة بمساعدة تحويل الإحداثيات. ويُسمى هذا الشرط الإحداثي «بالتزامن» ويرجع سبب هذه التسمية إلى أن الإحداث t يقوم بتحديد الوقت الحقيقي للراصد المساير. على الرغم من أن الوقت الحقيقي لا يتم تحديده بشكل فريد ومن ثم لا يعد مقياسًا، مثل السطح الفوقي الشبيه بالفراغ في حالة ما إن كان{\displaystyle t=0} في الاختيار العشوائي. وتطرأ مشكلة أخرى مع نظام المرجع في حالة إمكانية حدوث إحراقات والتي تسبب انهيار اختيار المقياس. وقد سببت هذه المشاكل بعض الصعوبات عند تطبيق نظرية الترجاف الكوني في هذا النظام، على الرغم من دراسة هذه المشاكل في الوقت الحالي جيدًا. وتعد الإحداثيات التزامنية أكثر أنظمة المرجع كفاءة عمومًا عند إجراءات الحسابات، كما أنها تُستخدم في العديد من الشفرات الكونية مثل استكشاف اللقطة الفوتوغرافية الثابتة للشفق القطبي في الخلفية الميكرويفية الكونية.(CMBFAST). وتعد هذه الإحداثيات أيضًا مفيدة في حل المشاكل النظرية التي تطرأ في السطح الفوقي الشبيه بالفراغ كما في التفردات الشبيه بالفراغ.
انظر أيضًا الإحداثيات المتعامدة.